# Carl Støp-Bowitz

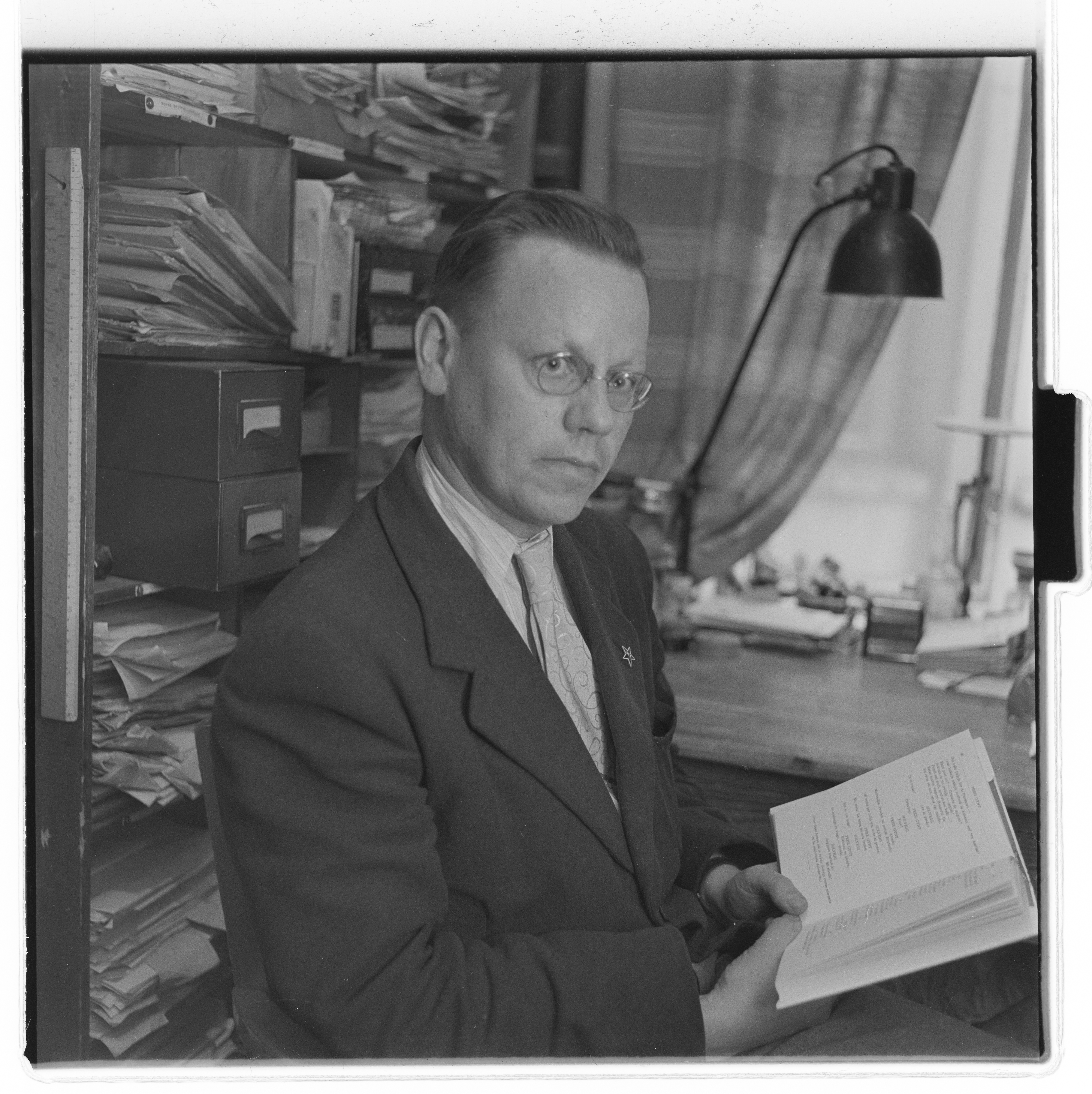
Carl Støp-Bowitz, 1952.

Carl Støp-Bowitz, född 1913 i Oslo, död 1997, var en norsk zoolog och esperantist.
Støp-Bowitz var verksam som konservator vid Oslo zoologiska museum och som förstelektor vid Universitetet i Oslo. Hans zoologiska forskning rörde havsborstmaskar och daggmaskar. Han publicerade många arbeten inom zoologi och esperanto och var huvudredaktör för Jordens dyreliv 1965–1971.
Støp-Bowitz var ordförande för Norvega Esperantista Ligo och ledamot av Akademio de Esperanto. Akademio Internacia de la Sciencoj i San Marino utnämnde honom till professor.